# Нерв квадратной мышцы бедра
Нерв квадратной мышцы бедра (лат. Nervus quadratus femoris) — нерв крестцового сплетения. Отходит от передней поверхности пояснично-крестцового ствола и первого крестцового нерва. Выйдя из таза под грушевидной мышцей, отдаёт конечные ветви к квадратной мышце бедра. Спускаясь несколько впереди седалищного нерва, он посылает ветви к близнецовым мышцам и капсуле тазобедренного сустава.